# إميليانو بوغادو
إميليانو بوغادو (بالإسبانية: Emiliano Bogado)‏ هو لاعب كرة قدم أرجنتيني، ولد في 18 نوفمبر 1997 في أوشوايا في الأرجنتين. لعب مع فيليز سارسفيلد.

## وصلات خارجية
- إميليانو بوغادو على موقع قاعدة بيانات كرة القدم.إي يو (الإنجليزية)
- إميليانو بوغادو على موقع Soccerway.com (الإنجليزية)